# IC 3417
IC 3417 је појединачна звијезда у сазвјежђу Дјевица која се налази на листи објеката дубоког неба у Индекс каталогу.
Деклинација објекта је + 7° 51' 40" а ректасцензија 12h 29m 39,1s.